# Helenopol
Helenopol ili Helenopolis je bio drevni rimski grad, u pokrajini Bitiniji u Maloj Aziji. Na južnoj strani Astačkog zaljeva bilo je mjesto Drepan ili Drepana. U tome se mjestu 258. rodila sveta Helena, majka od rimskog cara Konstantina Velikog. U blizini se nalaze mnogi mineralni izvori u kojima se kupala rimska elita. Grad je 318. preimenovan u Helenopol, po Konstantinovoj majci Heleni.
Car Justinijan dao je sagraditi vodovode, kupke i druge spomenike.